# Futbol als Jocs Panamericans de 2023
La competició de futbol dels Jocs Panamericans de 2023 va tenir lloc al Xile entre el 27 d'octubre i el 4 de novembre de 2023 a l'Estadi Sausalito de Viña del Mar (torneig masculí) i a l'Estadi Elías Figueroa Brander de Valparaíso (femení).
El torneig masculí és una competició menor de 22 anys, mentre que el torneig femení no tenia restriccions d'edat.

## Competició masculina
| CONCACAF                                               | CONMEBOL                    | Classificats directes |
| ------------------------------------------------------ | --------------------------- | --------------------- |
| Estats Units · Mèxic · Hondures · República Dominicana | Brasil · Uruguai · Colòmbia | Xile                  |

### Fase de grups

#### Grup A
| Equip                | J | G | E | P | GF | GC | Dif | Pts |
| -------------------- | - | - | - | - | -- | -- | --- | --- |
| Xile                 | 0 | 0 | 0 | 0 | 0  | 0  | 0   | 0   |
| Mèxic                | 0 | 0 | 0 | 0 | 0  | 0  | 0   | 0   |
| Uruguai              | 0 | 0 | 0 | 0 | 0  | 0  | 0   | 0   |
| República Dominicana | 0 | 0 | 0 | 0 | 0  | 0  | 0   | 0   |

| Xile | v | Mèxic |
| ---- | - | ----- |
|      |   |       |

 Estadi Elías Figueroa, Valparaíso
| Uruguai | v | República Dominicana |
| ------- | - | -------------------- |
|         |   |                      |

 Estadi Elías Figueroa, Valparaíso
| Xile | v | Mèxic |
| ---- | - | ----- |
|      |   |       |

 Estadi Sausalito, Viña del Mar
| Mèxic | v | República Dominicana |
| ----- | - | -------------------- |
|       |   |                      |

 Estadi Sausalito, Viña del Mar
| Xile | v | República Dominicana |
| ---- | - | -------------------- |
|      |   |                      |

 Estadi Elías Figueroa, Valparaíso
| Uruguai | v | Mèxic |
| ------- | - | ----- |
|         |   |       |

 Estadi Sausalito, Viña del Mar

#### Grup B
| Equip        | J | G | E | P | GF | GC | Dif | Pts |
| ------------ | - | - | - | - | -- | -- | --- | --- |
| Brasil       | 0 | 0 | 0 | 0 | 0  | 0  | 0   | 0   |
| Estats Units | 0 | 0 | 0 | 0 | 0  | 0  | 0   | 0   |
| Colòmbia     | 0 | 0 | 0 | 0 | 0  | 0  | 0   | 0   |
| Hondures     | 0 | 0 | 0 | 0 | 0  | 0  | 0   | 0   |

| Brasil | v | Estats Units |
| ------ | - | ------------ |
|        |   |              |

 Estadi Sausalito, Viña del Mar
| Colòmbia | v | Hondures |
| -------- | - | -------- |
|          |   |          |

 Estadi Sausalito, Viña del Mar
| Brasil | v | Colòmbia |
| ------ | - | -------- |
|        |   |          |

 Estadi Elías Figueroa, Valparaíso
| Estats Units | v | Hondures |
| ------------ | - | -------- |
|              |   |          |

 Estadi Elías Figueroa, Valparaíso
| Brasil | v | Hondures |
| ------ | - | -------- |
|        |   |          |

 Estadi Elías Figueroa, Valparaíso
| Colòmbia | v | Estats Units |
| -------- | - | ------------ |
|          |   |              |

 Estadi Sausalito, Viña del Mar

### Fase Final
|  | Semifinals | Semifinals   |   |  | Final        | Final |  |
|  |            |              |   |  |              |       |  |
|  |            |              |   |  |              |       |  |
|  | 1r Grup B  | -            |   |  |              |       |  |
|  | 2n Grup A  | -            |   |  |              |       |  |
|  |            |              |   |  |              |       |  |
|  |            |              |   |  |              |       |  |
|  |            |              |   |  | 1r finalista | -     |  |
|  |            | 2n finalista | - |  |              |       |  |
|  |            |              |   |  |              |       |  |
|  |            |              |   |  |              |       |  |
|  |            |              |   |  |              |       |  |
|  |            |              |   |  |              |       |  |
|  | 1r Grup A  | -            |   |  |              |       |  |
|  | 2n Grup B  | -            |   |  |              |       |  |

| Jocs Panamericans 2023 |
| ---------------------- |
| None                   |
| A definir? títol       |

### Resultats finals
| Posició           | Equip     | Punts |
| ----------------- | --------- | ----- |
| Medalla d'or      | A definir |       |
| Medalla de plata  |           |       |
| Medalla de bronze |           |       |
| 4                 |           |       |
| 5                 |           |       |
| 6                 |           |       |
| 7                 |           |       |
| 8                 |           |       |

## Competició femenina
| CONCACAF                                    | CONMEBOL                       | Classificats directes |
| ------------------------------------------- | ------------------------------ | --------------------- |
| Costa Rica · Estats Units · Mèxic · Jamaica | Argentina · Bolívia · Paraguai | Xile                  |

### Fase de grups

#### Grup A
| Equip    | J | G | E | P | GF | GC | Dif | Pts |
| -------- | - | - | - | - | -- | -- | --- | --- |
| Xile     | 0 | 0 | 0 | 0 | 0  | 0  | 0   | 0   |
| Jamaica  | 0 | 0 | 0 | 0 | 0  | 0  | 0   | 0   |
| Mèxic    | 0 | 0 | 0 | 0 | 0  | 0  | 0   | 0   |
| Paraguai | 0 | 0 | 0 | 0 | 0  | 0  | 0   | 0   |

| Mèxic | v | Jamaica |
| ----- | - | ------- |
|       |   |         |

 Estadi Elías Figueroa, Valparaíso
| Xile | v | Paraguai |
| ---- | - | -------- |
|      |   |          |

 Estadi Elías Figueroa, Valparaíso
| Paraguai | v | Jamaica |
| -------- | - | ------- |
|          |   |         |

 Estadi Sausalito, Viña del Mar
| Xile | v | Mèxic |
| ---- | - | ----- |
|      |   |       |

 Estadi Sausalito, Viña del Mar
| Mèxic | v | Paraguai |
| ----- | - | -------- |
|       |   |          |

 Estadi Elías Figueroa, Valparaíso
| Xile | v | Jamaica |
| ---- | - | ------- |
|      |   |         |

 Estadi Elías Figueroa, Valparaíso

#### Grup B
| Equip        | J | G | E | P | GF | GC | Dif | Pts |
| ------------ | - | - | - | - | -- | -- | --- | --- |
| Argentina    | 0 | 0 | 0 | 0 | 0  | 0  | 0   | 0   |
| Costa Rica   | 0 | 0 | 0 | 0 | 0  | 0  | 0   | 0   |
| Estats Units | 0 | 0 | 0 | 0 | 0  | 0  | 0   | 0   |
| Bolívia      | 0 | 0 | 0 | 0 | 0  | 0  | 0   | 0   |

| Estats Units | v | Bolívia |
| ------------ | - | ------- |
|              |   |         |

 Estadi Sausalito, Viña del Mar
| Costa Rica | v | Argentina |
| ---------- | - | --------- |
|            |   |           |

 Estadi Sausalito, Viña del Mar
| Estats Units | v | Costa Rica |
| ------------ | - | ---------- |
|              |   |            |

 Estadi Elías Figueroa, Valparaíso
| Bolívia | v | Argentina |
| ------- | - | --------- |
|         |   |           |

 Estadi Elías Figueroa, Valparaíso
| Estats Units | v | Argentina |
| ------------ | - | --------- |
|              |   |           |

 Estadi Sausalito, Viña del Mar
| Costa Rica | v | Bolívia |
| ---------- | - | ------- |
|            |   |         |

 Estadi Sausalito, Viña del Mar

### Fase Final
|  | Semifinals | Semifinals   |   |  | Final        | Final |  |
|  |            |              |   |  |              |       |  |
|  |            |              |   |  |              |       |  |
|  | 1r Grup B  | -            |   |  |              |       |  |
|  | 2n Grup A  | -            |   |  |              |       |  |
|  |            |              |   |  |              |       |  |
|  |            |              |   |  |              |       |  |
|  |            |              |   |  | 1r finalista | -     |  |
|  |            | 2n finalista | - |  |              |       |  |
|  |            |              |   |  |              |       |  |
|  |            |              |   |  |              |       |  |
|  |            |              |   |  |              |       |  |
|  |            |              |   |  |              |       |  |
|  | 1r Grup A  | -            |   |  |              |       |  |
|  | 2n Grup B  | -            |   |  |              |       |  |

| Jocs Panamericans 2023 |
| ---------------------- |
| None                   |
| A definir? títol       |

### Resultats finals
| Posició           | Equip     | Punts |
| ----------------- | --------- | ----- |
| Medalla d'or      | A definir |       |
| Medalla de plata  |           |       |
| Medalla de bronze |           |       |
| 4                 |           |       |
| 5                 |           |       |
| 6                 |           |       |
| 7                 |           |       |
| 8                 |           |       |